# PBK Academic
El PBK Academic (en búlgaro: ПБК Академик) es un equipo de baloncesto búlgaro que compite en la NBL, la primera división del país y en la tercera competición europea, la FIBA European Cup. Tiene su sede en la ciudad de Sofía. Disputa sus partidos en el Arena Armeets Sofía, con capacidad para 12 373 espectadores.
Es uno de los clubes de baloncesto más laureados de Bulgaria. Sus mejores momentos los vivió a finales de los años 50' cuando, liderados por el entrenador Bozhidar Takev se proclamó campeón del mundo universitario (1957) y disputó dos finales consecutivas de la Copa de Europa (1958 y 1959) donde perdieron con ASK Riga.
Dotado de las mejores instalaciones deportivas de Bulgaria, el Akademic se caracteriza por su gran trabajo de cantera, de la que han salido los mejores jugadores de baloncesto búlgaros.
Actualmente compite en la primera división de la liga de baloncesto de Bulgaria y está patrocinado desde el año 2000 por la empresa petrolífera rusa Lukoil, por lo que el nombre comercial del club es Lukoil Akademic. Desde entonces han sido habituales en la Copa ULEB y ganaron la FIBA Europe Regional Challenge Cup Conference South en 2003.

## Historia
Basketball club Academic Sofia fue fundado en 1947 como parte de la asociación deportiva de los estudiantes académicos y durante su historia de más de medio siglo se han ganado un lugar entre los mejores equipos del país. Bajo la dirección de los entrenadores con más experiencia en el baloncesto búlgaro - Bozhidar Takev, Veselin Temkov, Neycho Neychev, Tzvetan Zheliazkov, Petko Marinov, etc., BC Academic ha sido 24 veces campeón de liga y 11 veces ganador de la Copa de Bulgaria. Junto con los títulos en los campeonatos nacionales y torneos, es natural el reconocimiento internacional. Los jugadores de baloncesto de Academic han desempeñado con éxito los torneos europeos. Con el entrenador Bozhidar Takev fueron finalistas en dos ocasiones. En 1957, en París, el equipo de Academic se convirtió en campeón de los estudiantes del mundo. Durante toda su existencia académica siempre ha sido una escuela para la mejora profesional y la contribución constructiva de algunos de los mejores jugadores de baloncesto de Bulgaria. Estrellas como Liubomir Panov, Georgi Panov, Viktor Radev, Nikola ilov, Mihail Semov. Petar Lazarov, Dimitar Sahanikov, Georgi Barzakov, Nikola Atanasov, Atanas Golomeev, Temelaki Dimitrov, Stefan Filipov, Slavei Raychev, Vladimir Boyanov han dejado sus marcas permanentes en la historia del baloncesto búlgaro.
La excelente formación de los jugadores académicos y su devoción completa a juego, siempre han sido altamente evaluados por nuestros seleccionadores nacionales de baloncesto. Los participantes directos en los momentos gloriosos del baloncesto búlgaro - el quinto lugar en los Juegos Olímpicos de Melbourne - 1956 y el título del vicecampeón en el Campeonato de Europa - Sofia'57 son los jugadores nacionales Liubomir Panov, Georgi Panov, Viktor Radev, Nikola ilov, Mihail Semov, Petar Lazarov.
La gloriosa tradición del club fue restablecida de nuevo en 2000, cuando "LUKOIL-Bulgaria" se convirtió en el principal patrocinador del equipo. La selección de Lukoil Academic se orientó hacia los jugadores jóvenes y talentosos, quienes bajo la guía inteligente del entrenador de Petko Marinov y sus ayudantes construyeron el equipo más joven del baloncesto búlgaro. Actualizado fue también el trabajo en la escuela con adolescentes del club, de la que algunos jugadores ya han demostrado un éxito considerable en los campeonatos domésticos. La estrategia a largo plazo de Lukoil Academic ha mostrado sus primeros resultados ya en la temporada 2001-2002. Los jugadores talentosos de Petko Marinov ganaron la copa del país y jugaron la final más atractiva de los play-offs en el campeonato de los últimos diez años. Hoy el nombre de Lukoil Academic es de nuevo un símbolo de buen baloncesto. Las ambiciones del club son los títulos de campeón búlgaro y la buena representación en los torneos de clubes europeos.

## Resultados en la Liga Búlgara
| Temporada | División | Liga | Posición | Play-Offs    | Competición Europea              |
| --------- | -------- | ---- | -------- | ------------ | -------------------------------- |
| 2010–11   | 1        | NBL  | 1        | Campeones    | Eurochallenge - Cuartos de final |
| 2011–12   | 1        | NBL  | 1        | Campeones    | Eurocup - Fase de grupos         |
| 2012–13   | 1        | NBL  | 1        | Campeones    | Eurocup - Fase de grupos         |
| 2013–14   | 1        | NBL  | 1        | Subcampeones | Eurocup - Fase de grupos         |
| 2014–15   | 1        | NBL  | 1        | Campeones    | -                                |

## Palmarés

### Títulos internacionales
- 1 Campeonato del Mundo Universitario: 1957.
- 2 veces subcampeón de la Copa de Europa: 1958 y 1959.
- 1 FIBA Europe Conference South: 2003.

### Títulos nacionales
- 26 Liga de Bulgaria: 1957, 1958, 1959, 1963, 1968, 1969, 1970, 1971, 1972, 1973, 1975, 1976, 2003, 2004, 2005, 2006, 2007, 2008, 2009, 2010, 2011, 2012, 2013, 2015, 2016, 2017.

- 11 Copa de Bulgaria: 1952, 1954, 2002, 2003, 2004, 2006, 2007, 2008, 2011, 2012, 2013.

- 1 Supercopa de Bulgaria: 2016.

## Jugadores destacados
| - Aleksandar Glintic - Milan Mladenovic - Haris Mujezinović - Tarik Valjevac - Murilo Becker - Dimitar Angelov - Nikola Atanasov - Bozhidar Avramov - Georgi Barzakov - Vladimir Boyanov - Temelaki Dimitrov - Stefan Filipov - Atanas Golomeev - Nikola Ilov - Petar Lazarov - Hristo Nikolov - Georgi Panov - Lyubomir Panov - Viktor Radev - Slavey Raychev - Yulian Radionov - Dimitar Sahanikov - Mihail Semov - Todor Stoykov - Nikolay Varbanov - Filip Videnov - Aleksandar Yanev - Jure Lalić - Pavle Marcinkovic - Mate Skelin - Bruno Sundov - Jan Pavlik - Vasil Stoyanov | - David Mushkudiani - Dimitris Haritopoulos - Dimitrios Verginis - Kaspars Kambala - Gjorgji Čekovski - Damjan Stojanovski - Kenny Adeleke - Nenad Čanak - Marko Cvetkovic - Marko Derasimovic - Nenad Djoric - Vladimir Mijovic - Stefan Nikolic - Bojan Obradovic - Nenad Pistoljevic - Bojan Popović - Slavko Stefanovic - Thomas Massamba - Brandon Bowman - Taliek Brown - Dee Brown - Ernest Brown - Antonio Burks - Morris Curry - Christopher Dunn - Ty Fisher - Leemire Goldwire - Devin Green - Brandon Heath - Dominic James - Charles Jones - Marco Killingsworth - Kevin Kruger | - Killian Larson - Lamont Mack - Akida McLain - Thomas Mobley - Larry O'Bannon - Travis Peterson - James Richardson - David Simon - Terry Smith - Donta Smith - Stevin Smith - Bryant Smith - Charles Thomas - Alando Tucker - Darryl Watkins - Kenyan Weaks - Tony Weeden - Isaac Wells - Davin White - Riste Stefanov - Pero Antic - Kieron Achara - Branko Mirkovic - Boyko Mladenov - Nikola Dragović - Carlos Hurt - Willie Deane - Priest Lauderdale - Andre Owens - Tony Akins - Lamont Barnes - Ajani Williams - Mohamed Abukar |

## Entrenadores Históricos
- Bozhidar Takev
- Veselin Temkov
- Neycho Neychev
- Tsvetan Zhelyazkov
- Petko Marinov
- Marin Dokuzovski